# Daniel Shanks
Daniel Shanks (Chicago, 17 de janeiro de 1917 — Maryland, 6 de setembro de 1996) foi um matemático estadunidense.
Trabalhou principalmente com análise numérica e teoria dos números. É mais conhecido por seu trabalho juntamente com John Wrench no cálculo da constante matemática pi com cem mil dígitos, e por seu livro Solved and Unsolved Problems in Number Theory.

## Vida e formação
Dan (insistiu que todos o chamassem de Dan:813) Shanks nasceu em 17 de janeiro de 1917 em Chicago, e não é parente do matemático inglês William Shanks, que também é conhecido pela computação de π. Obteve o grau de bachelor of Science em física na Universidade de Chicago em 1937 e o Ph.D. em matemática na Universidade de Maryland em 1954. Entre a obtenção destes dois graus acadêmicos trabalhou no Aberdeen Proving Ground e no Naval Ordnance Laboratory, primeiro como um físico, depois como matemático. Durante este período escreveu sua tese de doutorado (completado em 1949), embora não tendo jamais frequentado qualquer curso de pós-graduação.:813
Após obter o Ph.D. em matemática, Shanks continuou a trabalhar no Naval Ordnance Laboratory e no Naval Ship Research and Development Center da  Doca Modelo David Taylor, onde ficou até 1976. Passou então um ano no National Bureau of Standards antes de ir para a Universidade de Maryland como professor adjunto. Permaneceu em Maryland o resto de sua vida.:813
Dan Shanks morreu em 6 de setembro de 1996.:813

## Obras
Shanks trabalhou principalmente com análise numérica e teoria dos números, mas teve diversos interesse e também trabalhou com radiação de corpo negro, balística, identidades matemáticas e funções zeta de Epstein.:814

### Análise numérica
O trabalho mais proeminente de Shanks em análise numérica foi sua colaboração com John Wrench e outros na aproximação numérica de π com 100.000 decimais em um computador. Isto foi feito em 1961, e foi um grande avanço em relação a outros trabalhos prévios.:814
Shanks foi um editor de Mathematics of Computation de 1959 até morrer. Destacou-se por sua detalhada revisão de artigos, e por seu engajamento incondicional fazendo todo o esforço para a publicação do periódico.:813

### Teoria dos números
Na teoria dos números, Shanks é mais conhecido por seu livro Solved and Unsolved Problems in Number Theory. Hugh Williams o descreveu como "um encantador, não-convencional, provocativo e fascinante livro sobre a teoria elementar dos números.":814 É um livro abrangente, mas a maioria dos tópicos dependem dos resíduos quadráticos e da equação de Pell. A terceira edição contém um longo ensaio sobre "conjecturas de julgamento." :239 ff Shanks afirmou que deve haver uma grande quantidade de evidências de que algo é verdade, antes de classificá-lo como uma conjectura (caso contrário deve ser uma questão em aberto e não se deve tomar partido sobre ele), e seu ensaio dá muitos exemplos de más decisões decorrentes de conjecturas prematuras. Escrevendo sobre a possível não-existência de números perfeitos ímpares, que haviam sido checados para 1050, Shanks observou que "de 1050 até ao infinito há um longo caminho.":217
A maior parte do trabalho de Shanks sobre teoria dos números foi em teoria dos números computacional. Desenvolveu diversos métodos de factorização computacional rápida, baseado em formas quadráticas e grupo de classes do ideal.:815 Seus algoritmos incluem: algoritmo baby-step giant-step para calcular o logaritmo discreto, útil em criptografia de chave pública; factorização de formas quadradas de Shanks, um método de fatoração de inteiros que generaliza o método de factorização de Fermat; e o algoritmo de Tonelli–Shanks que encontra raízes quadradas módulo um primo, útil para o método peneira quadrada de fatoração de inteiros.
Em 1974, Shanks e John Wrench executaram alguns dos primeiros trabalhos computacionais sobre a estimativa do valor da constante de Brun, a soma dos inversos números primos gêmeos, calculando-a para os primos gêmeos entre os primeiros dois milhões de primos.